# Cadel Evans Great Ocean Road Race
A Cadel Evans Great Ocean Road Race é uma corrida de um dia profissional de ciclismo de estrada que se disputa em Geelang (Vitória, Austrália) ininterruptamente desde 2015 (4 edições). Disputa-se no último domingo de janeiro, uma semana após finalizar o Tour Down Under e um dia após a sua versão feminina. A prova toma o nome do ciclista australiano Cadel Evans, campeão do Tour de France e do Mundo, a modo de homenagem. Tem versão feminina.
Em seu início a corrida recebeu a categoria 1.1 dentro dos Circuitos Continentais da UCI fazendo parte do UCI Oceania Tour. Em 2016 passou à categoria 1.hc (máxima categoria destes circuitos). Desde o ano 2017 a corrida está integrada no UCI WorldTour (máxima categoria mundial).

## Palmarés
| Ano  | Vencedor         | Segundo            | Terceiro          |           |
| ---- | ---------------- | ------------------ | ----------------- | --------- |
| 2015 | Gianni Meersman  | Simon Clarke       | Nathan Haas       |           |
| 2016 | Peter Kennaugh   | Leigh Howard       | Niccolò Bonifazio |           |
| 2017 | Nikias Arndt     | Simon Gerrans      | Cameron Meyer     |           |
| 2018 | Jay McCarthy     | Elia Viviani       | Daryl Impey       |           |
| 2019 | Elia Viviani     | Caleb Ewan         | Daryl Impey       |           |
| 2020 | Dries Devenyns   | Pavel Sivakov      | Daryl Impey       |           |
| 2021 | cancelado        | cancelado          | cancelado         | cancelado |
| 2022 | cancelado        | cancelado          | cancelado         | cancelado |
| 2023 | Marius Mayrhofer | Hugo Page          | Simon Clarke      |           |
| 2024 | Laurence Pithie  | Natnael Tesfatsion | Georg Zimmermann  |           |
| 2025 | Mauro Schmid     | Aaron Gate         | Laurence Pithie   |           |

## Palmarés por países
| País          | Vitórias |
| ------------- | -------- |
| Bélgica       | 2        |
| Alemanha      | 2        |
| Austrália     | 1        |
| Reino Unido   | 1        |
| Itália        | 1        |
| Nova Zelândia | 1        |
| Suíça         | 1        |